# Вязовский сельский совет (Ахтырский район)
Вязовский сельский совет (укр. В'язівська сільська рада) — входит в состав Ахтырского района Сумской области Украины.
Административный центр сельского совета находится в 
с. Вязовое.

## Населённые пункты совета
- с. Вязовое
- с. Рубаны
- с. Скелька
- с. Шабалтаево